# 紫玉盘杜鹃
紫玉盘杜鹃（学名：Rhododendron uvariifolium）为杜鹃花科杜鹃花属下的一个种。